# Natrão
Natrão é um mineral composto por carbonato de sódio hidratado, com fórmula química Na2CO3·10H2O.
O natrão era uma das substâncias utilizadas pelos antigos egípcios nos processos de mumificação; na verdade o natrão era composto por carbonato de sódio, bicarbonato de sódio, sal e sulfato de sódio - no qual as múmias ficavam imersas por durante 40 dias; a substância natural era encontrada em várias regiões do país, especialmente no uádi el-Natrum. Seu uso, neste fim, destinava-se à desidratação das células e combate às bactérias.
Na antiguidade egípcia seu uso também era o de alvejante para roupas brancas, e misturado com argila formava um tipo de sabão, com uso no preparo da lã.